# Julio de Brun
Julio Ernesto de Brun Mascheroni (Montevideo, 8 de noviembre de 1961) es un economista y contador público uruguayo afín al Partido Colorado.

## Biografía
Egresado como economista de la Universidad de la República.
Presidió la Corporación Nacional para el Desarrollo.
En 2002, en plena crisis bancaria, fue nombrado Presidente del Banco Central del Uruguay, coincidiendo con el nombramiento de Alejandro Atchugarry como Ministro de Economía y Finanzas. Durante su gestión le tocó en suerte encarar la realidad de las instituciones quebradas Banco Montevideo, Banco la Caja Obrera, Banco de Crédito y Banco Comercial. Ocupó la titularidad de la máxima autoridad monetaria uruguaya hasta el advenimiento del gobierno del Frente Amplio, en que fue sustituido en el cargo por Walter Cancela.
Ejerce la docencia en la Universidad ORT Uruguay, donde se desempeña como catedrático de Economía Monetaria y Crecimiento Económico.
Fue Director Ejecutivo de la Asociación de Bancos Privados del Uruguay (ABPU) entre 2006 y 2013.
Fue Editor de Economía y columnista en el diario El Observador.
Militó en la Unión Colorada y Batllista.
Desde marzo de 2020 acompaña a Isaac Alfie en la Oficina de Planeamiento y Presupuesto, dedicado a implementar herramientas de garantías para préstamos.

## Obras
- Historia institucional del Banco Central del Uruguay (2017, con Ariel Banda, Juan Andrés Moraes y Gabriel Oddone). Ediciones de la Banda Oriental.